# Портрет девушки в огне
«Портрет девушки в огне» (фр. Portrait de la jeune fille en feu) — французская драма режиссёра Селин Сьяммы, вышедшая на экраны в 2019 году. Обладатель приза за лучший сценарий и «квир-пальмы» Каннского кинофестиваля.

## Сюжет
Франция, 1760-е годы. Молодая художница Марианна прибывает на небольшой остров в Бретани, чтобы нарисовать портрет Элоиз — девушки, которую готовят к свадьбе с незнакомым ей итальянцем. Марианну наняла мать Элоиз, которая считает, что свадьбе должна предшествовать отправка портрета дочери её будущему мужу в Милан. Элоиз не готовилась к браку и не хочет его. Из-за этого она не намерена позировать, и ранее нанятый живописец не смог закончить работу. Марианне приходится скрывать причину приезда, и она может делать портрет только по памяти, прогуливаясь вместе с Элоиз. Постепенно между ними возникает связь.
Большую роль в фильме играет классический античный сюжет — миф об Орфее и Эвридике в изложении древнеримского поэта Овидия: девушки читают и обсуждают его «Метаморфозы», книга появляется в кадре.

## В ролях
- Ноэми Мерлан — Марианна, художница
- Адель Энель — Элоиз
- Луана Байрами — Софи, служанка
- Валерия Голино — Графиня, мать Элоиз
- Клемент Бюссу — лодочник
- Мишель Клемент — крестьянка
- Кристель Барас — изготовитель ангелов
- Арманда Буланже[фр.] — ученица в ателье
- Рамин Намдар — камео

## Создание и оценки
Основные съёмки происходили с 15 по 24 октября 2018 года в двух коммунах департамента Морбиан — в Сен-Пьер-Киброн на полуострове Киброн и в Бреке в континентальной части департамента.
Критики тепло приняли картину. Рейтинг фильма на агрегаторе оценок Rotten Tomatoes составил 98 % на основании 91 обзора, на агрегаторе Metacritic — 93 % на основании 16 обзоров.
Награды и номинации
- 2019 — приз за лучший сценарий и «Квир-пальма» Каннского кинофестиваля[5].
- 2019 — приз «Золотой Хьюго» за лучший фильм и приз «Серебряный Q-Хьюго» на Чикагском кинофестивале.
- 2019 — премия Европейской киноакадемии за лучший европейский сценарий (Селин Сьямма), а также две номинации: лучший европейский режиссёр (Селин Сьямма), лучшая европейская актриса (Ноэми Мерлан и Адель Энель).
- 2019 — попадание в пятёрку лучших зарубежных фильмов года по версии Национального совета кинокритиков США.
- 2019 — номинация на премию британского независимого кино за лучший международный независимый фильм.
- 2019 — номинация на премию «Спутник» за лучший международный фильм.
- 2020 — номинация на премию «Золотой глобус» за лучший фильм на иностранном языке.
- 2020 — номинация на премию BAFTA за лучший фильм не на английском языке.
- 2020 — премия «Сезар» за лучшую операторскую работу (Клер Матон), а также 9 номинаций: лучший фильм, лучшая режиссура (Селин Сьямма), оригинальный сценарий (Селин Сьямма), актриса (Ноэми Мерлан и Адель Энель), многообещающая актриса (Луана Байрами), работа художника-постановщика (Тома Грезо), дизайн костюмов (Доротея Гиро), звук.
- 2020 — номинация на премию «Независимый дух» за лучший международный фильм.
- 2020 — номинация на премию «Гойя» за лучший европейский фильм.
- 2020 — премия Лондонского кружка кинокритиков за лучший зарубежный фильм года, а также две номинации: лучший фильм года, лучший режиссёр (Селин Сьямма).